# Jack Archer (attore)
Jack Archer (23 giugno 1998) è un attore britannico.
È noto soprattutto per aver interpretato Michael Leeks in L'amore e la vita - Call the Midwife e Provence in Maria Antonietta.

## Biografia
Archer ha frequentato il Royal Welsh College of Music and Drama, dove si è formato come attore.
Archer ha fatto il suo debutto nella produzione teatrale Nivelli's War al Lyric Theatre di Belfast, che è stata trasferita al New Victory Theatre di New York. Ha ricevuto una nomination come "Miglior Attore" dagli Stage Debut Awards per la sua interpretazione del ruolo principale Ernst.  Archer interpretò poi Hamilton nel revival di Quaint Honour del Finborough Theatre, messo in scena una volta prima nel 1958, dove ricevette anche una nomination agli Off West End Theatre Awards per la "Migliore interpretazione maschile in un'opera teatrale".   Nel 2020, si è unito al cast principale di Monogamy di Torben Betts, che ha fatto una tournée nel Regno Unito e ha continuato a essere rappresentato al Park Theatre di Londra.  Archer ha recitato anche in altre produzioni a Londra, tra cui Confessional al Southwark Playhouse, Blue al Gate Theatre e When The Sea Swallows Us Whole al The Vault Festival.
Archer ha fatto il suo debutto nel piccolo schermo come Jamie Marshbrook nella seconda stagione di The Bay su ITV. Successivamente è apparso come Michael Leeks nella decima stagione di L'amore e la vita - Call the Midwife in una storia che segue la terapia di conversione in Gran Bretagna durante gli anni '60. Nel 2022 Archer ha recitato in un adattamento televisivo della vita di Maria Antonietta scritto da Deborah Davis. La serie è stata girata in parte a Versailles, prodotta da Canal+ e Banijay e trasmessa su Canal+ e BBC One. Interpreta il ruolo del conte Luigi Stanislao Saverio di Provenza, che diventerà Luigi XVIII di Francia dopo la Rivoluzione francese.

## Filmografia
- The Bay – serie TV, 6 episodi (2021)
- L'amore e la vita - Call the Midwife (Call the Midwife) – serie TV, episodio 10x04 (2021)
- Maria Antonietta (Marie Antoinette) – serie TV, 16 episodi (2022-2025)
- Franklin, regia di Tim Van Patten – miniserie TV, 3 puntate (2024)
- Virdee, regia di Milad Alami, Mo Ali e Mark Tonderai – miniserie TV, 4 puntate (2025)